# Hitra kommun
Hitra kommun (norska: Hitra kommune) är en kommun i Trøndelag fylke i mellersta Norge. Centralorten Fillan och den största landmassan ligger på ön Hitra som är Norges sjunde största ö (om man inte räknar med Svalbard). Kommunen består av ungefär 2 500 öar och skär. Folk som kommer från Hitra kallas för hitterværing.

## Administrativ historik
Hitra kommun har sitt ursprung från 1830-talet, då de flesta kommuner i Norge bildades. 1877 delades kommunen och Frøya kommun blev självständig. 1886 delades kommunen varvid Fillans kommun blev självständig. Ytterligare en delning skedde 1913 varvid Kvenværs kommun bildades. 1914 delades Fillans kommun, varvid Sandstads kommun bildades. 1964 slogs Hitra kommun ihop med de tre kommunerna Fillan, Kvenvær och Sandstad.
Den 1 januari 2020 utökades kommunen med en del av del av den tidigare kommunen Snillfjord (området kring Sunde på andra sidan av Hitratunneln).

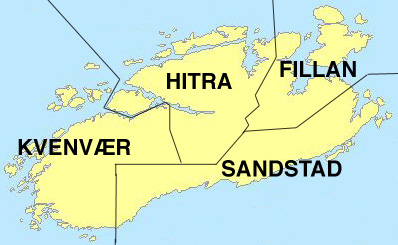
Kommunindelningen på ön Hitra fram till den 31 december 1963.

## Kommunvapen
Blasonering: I blått et sølv hjortehode.
(I blått fält ett hjorthuvud av silver.)
Kommunvapnet godkändes genom kunglig resolution den 7 augusti 1987. Motivet med ett hjorthuvud har varit ett naturligt val för kommunen som ska ha Nordeuropas största bestånd av kronhjort.

## Näringsliv
Livet i kommunen har alltid präglats av havet. Här låg tidigare stora valfångstanläggningar. De är nu nedlagda och har ersatts med industriell uppfödning av lax och regnbåge i kassar. Elva procent av befolkningen var 2001 sysselsatta inom fiske och lantbruk. Hitra är fylkets viktigaste fiskekommun, mätt i värdet av fångsten. Viktigaste arter är krabba och torsk. Världens största krabbfabrik ligger också här. I Dolmsundet ligger ett skeppsvarv.

## Tätorter
I Hitra kommun finns tre tätorter:
- Fillan (centralort)
- Hestvika
- Sandstad

## Socknar
Inom Norska kyrkan motsvaras Hitra kommun av Hitra socken i Orkdals prosteri i Nidaros stift.
Tidigare var kommunen indelad i de fyra socknarna Fillan, Hitra, Kvenvær och Sandstad. Dessa slogs sedan samman för att bilda Hitra og Fillans socken respektive Kvenvær og Sandstads socken. 2024 slogs dessa två in sin tur samman och nuvarande Hitra socken bildades.

## Bilder

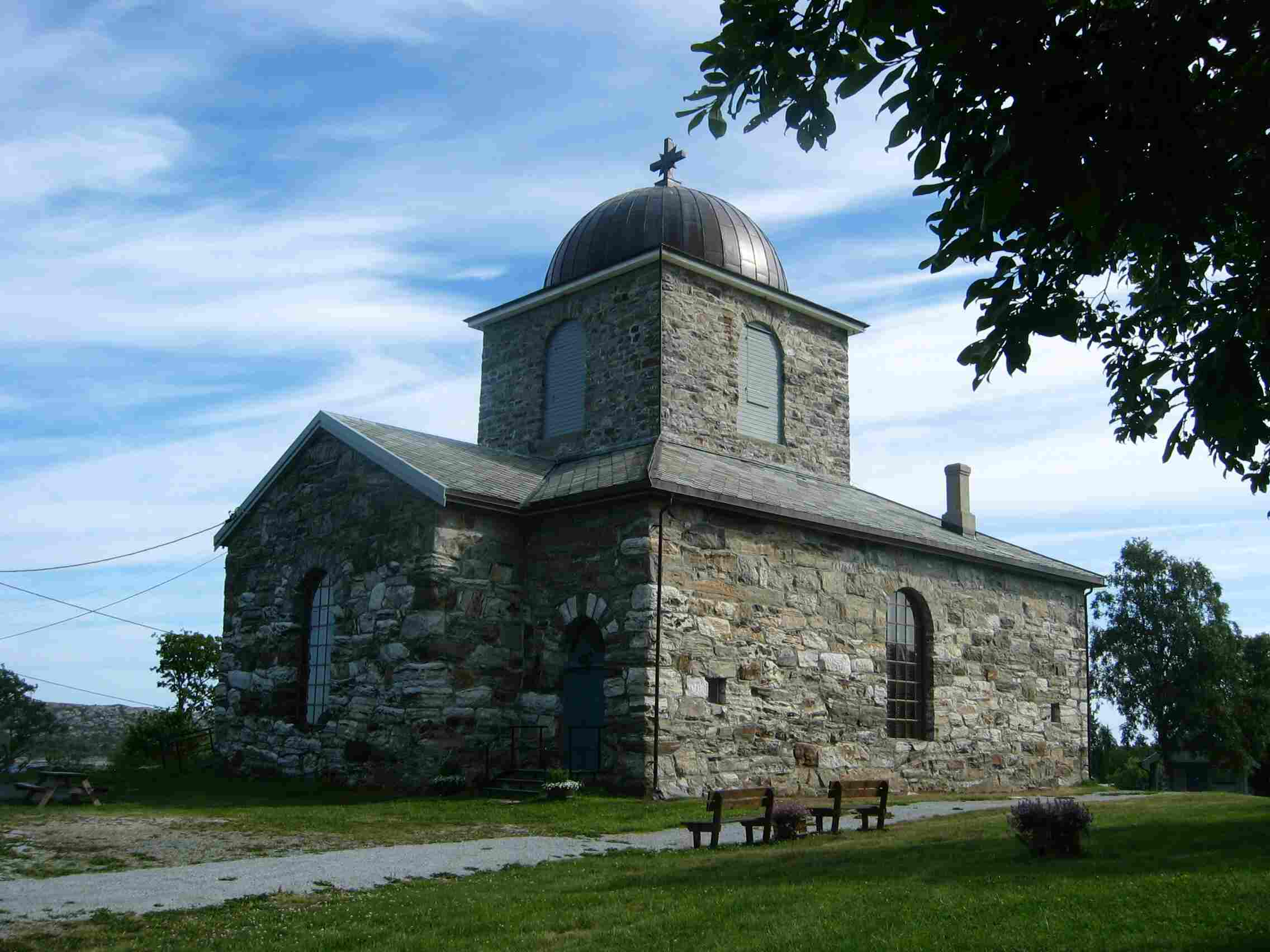
Hitra kyrka.
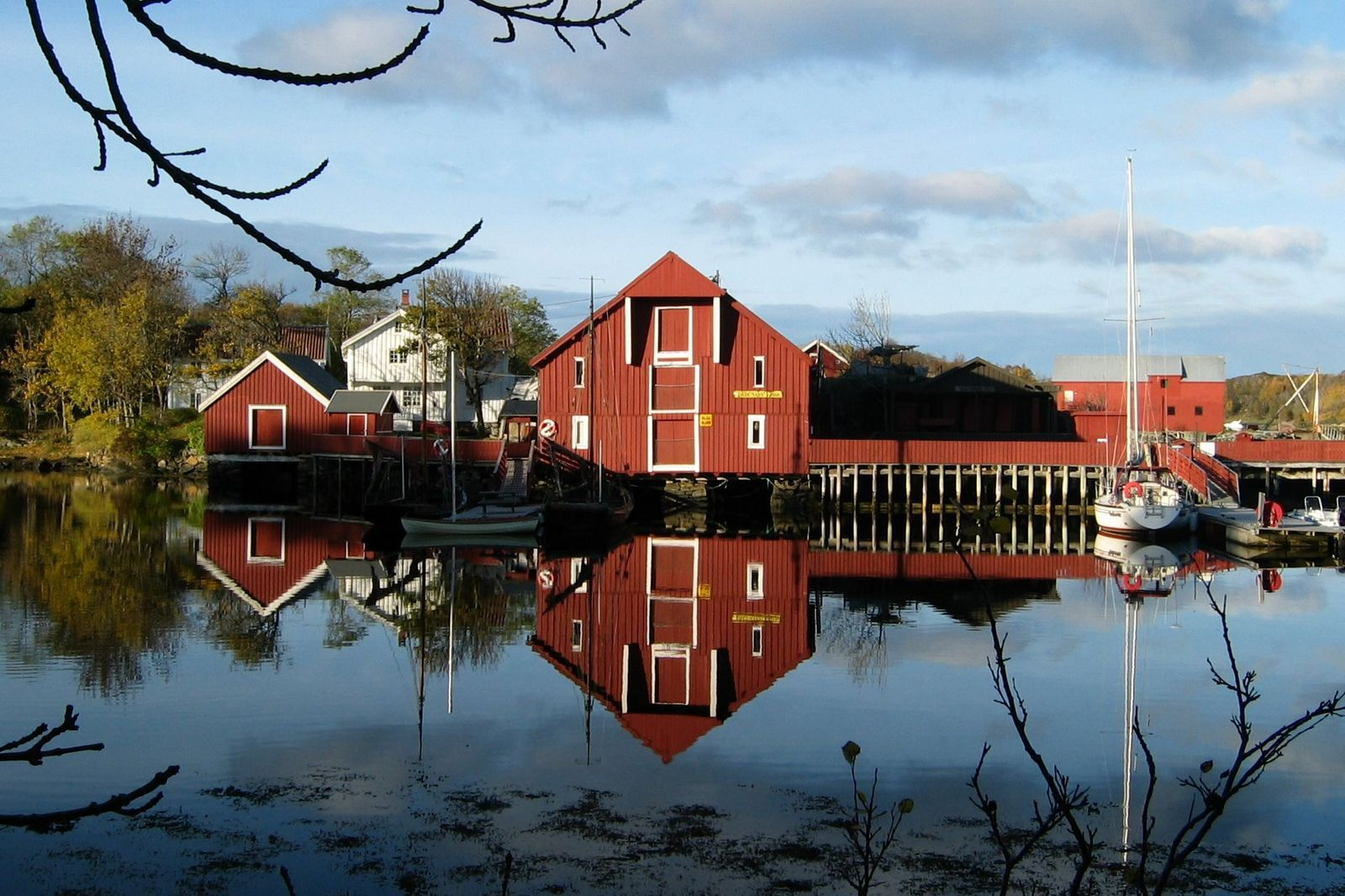
Hopsjøbrygga.
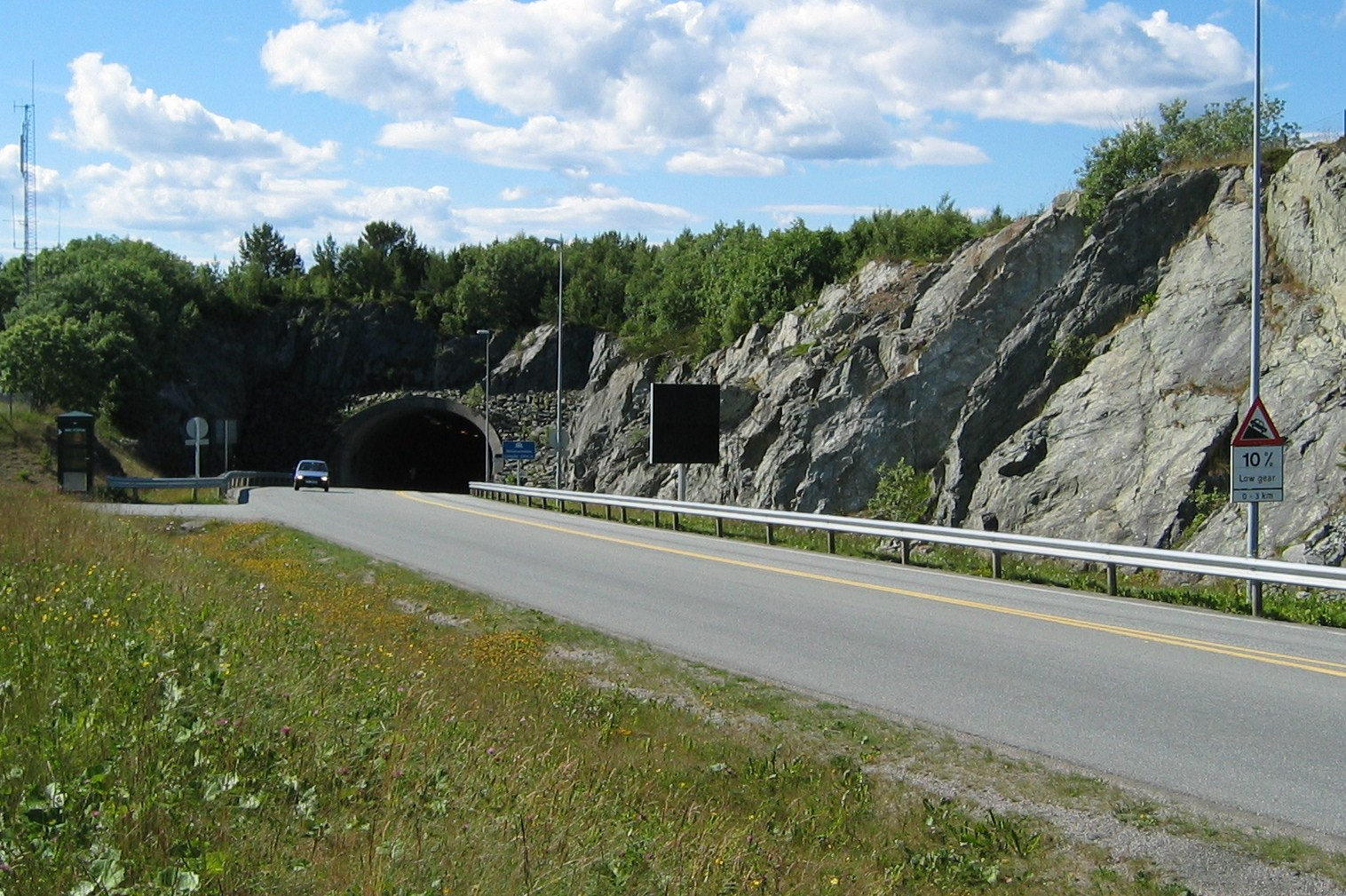
Hitratunneln.